# Jerzy Dłużniewski
Jerzy Dłużniewski (ur. 2 kwietnia 1945 w Łodzi, zm. 25 czerwca 1995 tamże) – polski polityk, rzemieślnik i działacz związkowy, poseł na Sejm X kadencji (1989–1991).

## Życiorys
Syn Henryka i Heleny. Był absolwentem Zasadniczej Szkoły Włókienniczej w Łodzi (1962) i Średniego Studium Zawodowego (1980). Był rzemieślnikiem w Pracowni Kilimów w Pabianicach. Od 1959 do 1982 pracował w Zakładach Przemysłu Bawełnianego im. Juliana Marchlewskiego, w 1971 uczestniczył w strajkach lutowych. W 1980 stanął na czele komitetu strajkowego w tej fabryce, następnie zakładał w niej Niezależny Samorządny Związek Zawodowy „Solidarność”. Należał do Krajowej Komisji Włókniarzy „Solidarność". W stanie wojennym organizował strajk oraz podjął działalność w podziemiu, został jednak zatrzymany w 1982 i skazany przez Sąd Pomorskiego Okręgu Wojskowego w Bydgoszczy na karę 3 lat pozbawienia wolności. Zwolniono go w 1983 na mocy amnestii. W 1984 został przewodniczącym Regionalnej Komisji Wykonawczej „S” Ziemia Łódzka, a w 1987 członkiem jawnej Krajowa Komisja Wykonawcza NSZZ „S”.
W 1989 wziął udział w obradach Okrągłego Stołu w podzespole do spraw polityki mieszkaniowej. Został następnie wybrany posłem na Sejm X kadencji z listy Komitetu Obywatelskiego „Solidarność” z okręgu Łódź-Bałuty. W 1990 przystąpił do Porozumienia Centrum.
Został pochowany na cmentarzu św. Rocha na Radogoszczu w Łodzi.

## Odznaczenia
Pośmiertnie odznaczony Krzyżem Kawalerskim (1995) i Komandorskim (2006) Orderu Odrodzenia Polski, a także Krzyżem Wolności i Solidarności (2017).